# Таптуна, Питер
Питер Таптуна (англ. Peter Taptuna, род. в 1956 году) — канадский политик, третий премьер-министр Нунавута, управлявший территорией с 2013 по 2017 годы.
На всеобщих выборах 2013 года был избран в 4-й созыв
Законодательного собрания Нунавута от избирательного округа Куглуктук. 15 ноября 2013 года тайным голосованием был выбран на пост премьер-министра. 19 ноября официально вступил в должность.

## Биография
Родился в Кеймбридж-Бей. Большую часть жизни провел в Куглуктуке. Учился в школе Инувика. Получил диплом Нунавутского Арктического колледжа в сфере управления бизнесом.
Таптуна 13 лет работал в нефтегазовой отрасли, и в течение этого времени он был первым и единственным инуитом на буровой вышке в Море Бофорта. Также работал в одной из золотодобывающих компаний Кугултука.
Таптуна живет со своей супругой Джоанной, пятью детьми и девятью внуками. Увлекается охотой и рыбалкой, чему посвящает свободное время

## Политическая карьера
Первые шаги в политике Петр Таптуна начал в муниципальном совете Куглуктука. С 1999 по 2004 год занимал должность заместителя мэра. Также он был членом Совета директоров корпорации «Kitikmeot» и «Nunavut Development Corporation».
Был первым избранным советником в Законодательное собрание Нунавута от округа Куглуктук на выборах 2008 года
15 ноября 2013 года, Таптуна обошёл Пола Окалика и Пола Куассу в тайном голосовании на место премьер-министра Нунавута. В сентябре 2017 года Таптуна заявил, что не будет принимать участие в предстоящих выборах.